# برج الأكابر (مسلسل)
برج الأكابرهو مسلسل تلفزيوني مصري من إخراج المخرج يوسف مرزوق ومن تأليف نبيل راغب، بدأ عرضه في مصر عام 1987. شارك في البطولة الممثلون حسن عابدين وليلى طاهر ومحمود القلعاوي وتيسير فهمي ومنى عبد الغني وعبد الله فرغلي.

## ملخص القصة
تناول المسلسل مجموعة من القصص بقالب درامي اجتماعي من حيث العلاقات بين الرجل والمرأة، وذلك من خلال العلاقة بين المستشار علوي - حسن عابدين وزوجته عايدة - ليلى طاهر.

## الممثلون
- حسن عابدين: بدور المستشار علوي بركات
- ليلى طاهر: بدور عايدة زوجة المستشار علوي بركات
- تيسير فهمي: بدور سحر علوي بركات
- ناصر سيف: بدور مدحت علوي بركات
- مي عبد النبي: بدور هدى علوي بركات
- أحمد سلامة: بدور حمدي علوي بركات
- محمود القلعاوي: بدور حسن الأوزاعي
- زيزي مصطفى: بدور زينب بركات شقيقة المستشار علوي بركات وزوجة حسن الأوزاعي
- منى عبد الغني: بدور نجلاء حسن الأوزاعي
- عبد الله فرغلي: بدور فرج الطبيلي جار المستشار علوي
- رجاء حسين: بدور زوجة فرج الطبيلي
- عماد رشاد: بدور حلمي فرج الطبيلي
- ماجدة حمادة: بدور عفاف فرج الطبيلي
- محمد العربي: بدور سمير فرج الطبيلي
- إبراهيم الشامي: بدور رضوان بركات
- سناء شافع: بدور نبيل رضوان بركات
- أسامة عباس: بدور المحامي يونس هنداوي محامي المستشار علوي